# Чёрный тинаму
Чёрный тинаму (лат. Tinamus osgoodi) — вид тинамуобразных птиц из семейства тинаму. Видовое название дано в честь американского зоолога Уилфрида Хадсона Осгуда (1875—1947).
Известно два подвида — T. o. osgoodi и T. o. hershkovitzi, первый из которых обитает на восточных склонах Анд (на высоте 600—1400 метров над уровнем моря) в Куско, Пуно и Мадре-де-Дьос на юго-востоке Перу, второй — в межгорных предгорных лесах на юге Колумбии в департаменте Уила, в особенности в национальном парке Куэва-де-лос-Гуачарос. Также особи были отмечены только к северу от города Пуэрто-Либре в Эквадоре близ границы с Колумбией.
Птицы длиной от 40 до 46 см. Оперение черноватое, кроме чуть рыжеватых перьев живота и рыжей, в чёрную полоску нижней стороной перьев хвоста. Голос птиц мрачный, робкий, нисходящий дрожащий, протяжённостью приблизительно в секунду.